# Drosera fimbriata
Drosera fimbriata este o specie de plante carnivore din genul Drosera, familia Droseraceae, ordinul Caryophyllales, descrisă de De Buhr.
Este endemică în:
- Ashmore-Cartier Is..
- Western Australia.

Conform Catalogue of Life specia Drosera fimbriata nu are subspecii cunoscute.